# Verchild’s Peak
Verchild’s Peak (auch: Verchild’s Mountain, Middle Mountain) ist ein 900 m (873 m) hoher Stratovulkan auf der karibischen Insel St. Kitts.

## Geographie
Der Verchild’s Peak ist der zweithöchste Berg auf der Insel St. Kitts im Zentrum der Insel. Wie sein Alternativname schon sagt, liegt er zwischen den beiden anderen höchsten Bergen Mount Liamuiga und Olivees Mountain, etwas mehr als 2 km südöstlich vom Liamuiga.
Über seinen Gipfel verläuft die Grenze der Parishes Christ Church Nichola Town und Saint John Capisterre. kurz unterhalb des Gipfels, nach Westen liegt auch der Dos D’ane Pond. An seinem Fuß liegt im Norden die Siedlung Tabernacle.